# 加塔瑪
加塔瑪（Gatama 、 Getema 或 Catama Argio）是埃塞俄比亞西部奧羅米亞州東沃萊加地區的小鎮，座標8°54′N 36°29′E / 8.900°N 36.483°E，海拔2,142米。鎮內有電力供應、電話和郵政服務。 根據埃塞俄比亞中央統計局2005年的人口普查資料，加塔瑪總人口數約4,082人，其中男性1,969人，女性2,113人。